# Rodrigo Bentancur
Rodrigo Bentancur (Colonia del Sacramento, 5 juni 1997) is een Uruguayaans voetballer die doorgaans als middenvelder speelt. Hij verruilde Juventus in januari 2022 voor Tottenham Hotspur. Bentancur debuteerde in 2017 in het Uruguayaans voetbalelftal.

## Clubcarrière
Bentancur is afkomstig uit de jeugdopleiding van Boca Juniors. Hiervoor debuteerde hij op 10 april 2015 in het eerste elftal, in de Copa Libertadores tegen Montevideo Wanderers. Hij viel na 67 minuten in voor Nicolás Lodeiro. Bentancur maakte twee dagen later ook zijn competitiedebuut, als invaller voor Pablo Pérez tegen Nueva Chicago. Hij mocht op 28 mei 2015 voor het eerst in de basiself starten van coach Rodolfo Arruabarrena, in een bekerduel tegen Huracán. Bentancur speelde drie seizoenen voor Boca Juniors en werd daarin twee keer landskampioen. Hij groeide in zijn laatste jaar in Argentinië uit tot onbetwiste basisspeler.
Toen Juventus in 2015 Carlos Tévez verkocht aan Boca Juniors, bedong het daarbij een optie om op een later moment (onder anderen) Bentancur te kunnen kopen. Daar maakte de Italiaanse club in april 2017 gebruik van. Na een eerste seizoen waarin hij voornamelijk invaller was, ging Bentancur vanaf 2018/19 samen met Miralem Pjanić, Blaise Matuidi en Emre Can het middenveld van Juventus bemannen. Dat was in de jaren voor zijn komst al zes keer op rij kampioen geworden. In zijn eerste drie seizoenen volgden de zevende, achtste en negende titel. Daarmee zat de hegemonie van Juventus erop. Onder anderen Pjanić en Matuidi vertrokken en hun vervangers konden niet hetzelfde brengen. Bentancur en zijn teamgenoten werden in 2020/21 vierde.
Bentancur bleef daarna nog een halfjaar in Italië en verruilde Juventus in januari 2022 voor Tottenham Hotspur, dat 19 miljoen euro voor hem betaalde. Hier ging hij centraal op het middenveld een duo vormen met Pierre-Emile Højbjerg. Coach Antonio Conte zette hem vanaf zijn komst steevast in de basis, tot hij in februari 2023 een kruisband scheurde. Daarmee was zijn seizoen voorbij.

## Clubstatistieken
| Seizoen     | Club              | Competitie       | Competitie | Competitie | Beker | Beker | Internationaal | Internationaal | Totaal | Totaal |
| Seizoen     | Club              | Competitie       | Wed.       | Dlp.       | Wed.  | Dlp.  | Wed.           | Dlp.           | Wed.   | Dlp.   |
| ----------- | ----------------- | ---------------- | ---------- | ---------- | ----- | ----- | -------------- | -------------- | ------ | ------ |
| 2015        | Boca Juniors      | Primera División | 18         | 0          | 6     | 0     | 1              | 0              | 25     | 0      |
| 2016        | Boca Juniors      | Primera División | 11         | 1          | 3     | 0     | 5              | 0              | 19     | 1      |
| 2016/17     | Boca Juniors      | Primera División | 22         | 0          | 0     | 0     | 0              | 0              | 22     | 0      |
| Club totaal | Club totaal       | Club totaal      | 51         | 1          | 9     | 0     | 6              | 0              | 66     | 1      |
| 2017/18     | Juventus          | Serie A          | 20         | 0          | 2     | 0     | 5              | 0              | 27     | 0      |
| 2018/19     | Juventus          | Serie A          | 31         | 2          | 1     | 0     | 7              | 0              | 39     | 2      |
| 2019/20     | Juventus          | Serie A          | 30         | 0          | 5     | 1     | 7              | 0              | 42     | 1      |
| 2020/21     | Juventus          | Serie A          | 33         | 0          | 4     | 0     | 7              | 0              | 44     | 0      |
| 2021/22     | Juventus          | Serie A          | 19         | 0          | 1     | 0     | 5              | 0              | 25     | 0      |
| Club totaal | Club totaal       | Club totaal      | 133        | 2          | 13    | 1     | 31             | 0              | 167    | 3      |
| 2021/22     | Tottenham Hotspur | Premier League   | 17         | 0          | 1     | 0     | 0              | 0              | 18     | 0      |
| 2022/23     | Tottenham Hotspur | Premier League   | 18         | 5          | 2     | 0     | 6              | 1              | 26     | 6      |
| Club totaal | Club totaal       | Club totaal      | 35         | 5          | 3     | 0     | 6              | 1              | 44     | 6      |

Bijgewerkt t/m 22 augustus 2023

## Interlandcarrière
Bentancur nam met Uruguay –20 deel aan het Zuid-Amerikaans kampioenschap –20 van 2017 en het WK –20 van 2017. Hij debuteerde op 5 oktober 2017 in het Uruguayaans voetbalelftal. Bondscoach Óscar Tabárez liet hem toen in de 65e minuut invallen tijdens een WK-kwalificatiewedstrijd tegen Venezuela. Tabárez nam hem acht maanden later ook mee naar het WK 2018. Uruguay boekte drie zeges op rij in groep A, waarna de ploeg in de achtste finales afrekende met regerend Europees kampioen Portugal (2–1). Uruguay verloor vervolgens in de kwartfinale met 2–0 van de latere wereldkampioen Frankrijk. Bentancur kwam in alle vijf de duels in actie voor zijn vaderland. Hij was ook met Uruguay actief op de Copa América 2019 en de Copa América 2021. Nadat Tabárez werd opgevolgd door Diego Alonso, nam die Bentancur mee naar het WK 2022.

## Erelijst
| Competitie                |              |                           |              |              |
| Competitie                | Aantal       | Jaren                     |              |              |
| Boca Juniors              | Boca Juniors | Boca Juniors              | Boca Juniors | Boca Juniors |
| ------------------------- | ------------ | ------------------------- | ------------ | ------------ |
| Kampioen Primera División | 2x           | 2015, 2016/17             |              |              |
| Copa Argentina            | 1x           | 2014/15                   |              |              |
| Juventus                  |              |                           |              |              |
| Kampioen Serie A          | 3x           | 2017/18, 2018/19, 2019/20 |              |              |
| Coppa Italia              | 2x           | 2017/18, 2020/21          |              |              |
| Supercoppa Italiana       | 2x           | 2018, 2020                |              |              |
| Tottenham Hotspur         |              |                           |              |              |
| UEFA Europa League        | 1x           | 2024/25                   |              |              |